# Froya (voilier)
Pour les articles homonymes, voir Frøya et Valentine.
Le Froya est un ancien bateau de pêche norvégien de 1942, transformé en goélette aurique au début des années 90. Il sert de navire école, avec comme port d'attache Stavanger en Norvège.

## Historique
Le navire a été construit en 1942 comme bateau de pêche à moteur, baptisé Valentine. En 1978 il est transformé en voilier et gréé en goélette au début des années 90 pour devenir un navire-école, avec comme port d'attache Stavanger (Norvège).
Il a participé à diverses manifestations maritimes comme les Tall Ships Races en 2018 dans la catégorie B.

## Caractéristiques
Le Froya est un deux-mâts, gréé en goélette aurique. Sa coque mesure 21,25 m de long et possède un tirant d'air de 21,25 m. 
Le navire possède une capacité d’accueil de 15 stagiaires encadrés par 5 membres d'équipage.